# 八王子市立第四小学校
八王子市立第四小学校（はちおうじしりつ だいよんしょうがっこう）は、東京都八王子市明神町にある市立小学校である。(きこえとことばの教室併設校)

## 概要
大正5年 (1916年) 開校。開校当初は八王子町天神 (現在の天神公園付近) に所在していたが、昭和5年 (1930年) に現在地である八王子市明神町に移転してきた。以降、この地に所在。

略称はよんしょう。

### きこえとことばの教室
きこえとことばの教室は、八王子市立小学校に在籍のお子さん(小学生)を対象とし、ことばについてお悩みのお子さんや保護者の方、学校の先生のための相談・支援を行う教育機関である。現在の学校に在籍したまま、保護者の方に付き添いの上、週に1～2回、1回の指導は45～90分程度の個別指導を本校に通って指導を受ける制度である。第四小学校に併設されている。なお、第四小学校の他、 柏木小学校、上壱分方小学校、いずみの森義務教育学校に併設されている。
相談内容は次の通りである。

きこえ方に関して心配がある。
- 定期的に聴力を確かめ、学校・家庭生活の中での配慮を話し合う。

発音に関して心配がある。
- ことばの遅れ
- 発音の誤り
- 吃音(きつおん)

## 沿革
（沿革節の主要な出典は公式サイト）

### 経緯
八王子市立第四小学校は、南多摩郡八王子町立第四尋常小学校として設立された。開校の次の年に八王子町が市政に移行したのに伴い八王子市立第四尋常小学校となる。昭和22年の学校教育法施行に伴い八王子市立第四小学校となった。

### 年表
- 1916年7月11日 - 八王子町立第四尋常小学校として八王子町天神に設立される。
- 1917年9月1日 - 八王子町が市政に移行したため、八王子市立第四尋常小学校となる。
- 1930年4月1日 - 八王子市明神町431番地(現明神町2-15-1)に校舎移転。
- 1941年4月1日 - 八王子市立第四国民学校と改名。
- 1944年4月1日 - 高等科を併設。
- 1945年8月2日 - 八王子空襲により、校舎の３分の２が焼失。
- 1947年4月1日 - 学校教育法施行に伴い、高等科が廃止され、八王子市立第四小学校と改名。
- 1947年7月31日 - 平屋建て校舎完成。
- 1951年3月19日 - 木造2階建て校舎増築。
- 1960年3月27日 - 新校舎完成。
- 1970年5月10日 - 防音校舎完成。
- 1978年6月23日 - 新プール完成。
- 2015年10月31日 - 創立百周年記念式典を挙行。

## 教育方針
- すすんで学び　よく考える子
- 心豊かで　みんなのためにはたらく子
- 健康でいのちを　大切にする子

## 校歌
- 作詞 巽聖歌
- 作曲 林松木

## 学校行事
| - 4月 - 5月 - 6月 | - 7月 - 8月 - 9月 | - 10月 - 11月 - 12月 | - 1月 - 2月 - 3月 |

## 通学区域
- 八王子市
  - 明神町一丁目、二丁目、三丁目、四丁目
  - 旭町
  - 東町

## 通学許可区域
- 八王子市
  - 子安町一丁目47〜55番地
  - 北野町500〜509番地

## 進学先中学校
- 八王子市立第五中学校 - 東町学区・旭町学区を除く
- 八王子市立いずみの森義務教育学校（後期課程） - 東町学区・旭町学区のみ[1]

## 交通
- JR中央線八王子駅より徒歩10分
- 京王電鉄京王八王子駅もしくは、京王バスまたは西東京バス京王八王子バス停より徒歩5分

## 著名な関係者

### 出身者
- 曽我町子（女優）[2]
- 高橋磌一（日本史学者。1925年卒業）

### 教職員
- 若林牧春（教育者、詩人。1917年に校長）